# Râul Gruița
Râul Gruița este un curs de apă, afluent al râului Geamărtălui. 